# Belcești
Belcești es una comuna ubicada en el distrito de Iași, Rumania.

## Superficie
Cuenta con una superficie de 110,6 kilómetros cuadrados.

## Demografía
Hasta 2021 la población era de 10 231 habitantes, con una densidad de población de 92,48 habitantes por kilómetro cuadrado.